# Айтос
Àйтос — місто в Бургаській області, південно-східної Болгарії. Воно є адміністративним і економічним центром общини Айтос. За даними НСІ, населення міста станом на 31 грудня 2012 року становить 19 827 жителів, що робить його другим за величиною поселенням в області.

## Географія

### Тваринний світ
Ліси Айтоського Балкана населені різними видами тварин - кабани, вовки, лисиці, олені та косулі, а біля орних земель - кролики, ласиці, їжаки.  Рептилії переважно представлені зміями і ящірками.  Черепахи  зустрічаються рідко.
У минулому птахів були значно більше, але в результаті людської діяльності їх кількість значно зменшилася.  Айтос є однією з точок на східноєвропейському небесному маршруті, який називається "Віа Понтіка", де мігруючі птахи летять на Близький Схід і в Африку.  Навесні ліси наповнені співочими птахами - солов`ями, шпаками, дроздами, зозулями.  Сімейство горобцевих найчисленніше - це хатній, чорногрудій та польовий горобець, а також вівсянка (сіра, жовта, озерна).  Значна присутність  такожі щигликів.     Тут також мешкають перепілка звичайна, горлиця звичайна, жайворонок, куріпка і фазан.  Орел стає все більш рідкісним.  Між Айтосом і Лясково  гніздяться канюки, а біля Айтоса - підорлик малий.  Між селами Мглен і Сидієво спостерігався чорний лелека в період гніздування.

### Клімат
Клімат Айтоса - гірський, тому що місто розташоване в підніжжі Східної Старої Планини.

### Води
Гідрографічно область Айтос лежить між долиною річки Люда Камчия і кількома невеликими річками, що прямують безпосередньо до Чорного моря. Найбільша річка, яка проходить через місцевість - річка Айтос. Вона починається на південних схилах  гори Мала Айтоска на захід від села Тополиця, і  після  Айтоської долини впадає у Бургаське озеро. Довжина 48 км.
Околиці міста відносно багаті водою. Ґрунтові води знаходяться в місцевостях Омарлията, Леската і Герена. Район багатий на мінеральні води. Відомі у цьому краю  цілющі мінеральні джерела в 15 км на схід від міста.  Це знаменита "Аква каліде" римлян, сьогоднішні мінеральні ванни Бургаса.  Між Айтосом і селищем Пирне існували також мінеральні джерела і цілющі лазні.  Про них Фелікс Фонтон писав: «Коли ми виїхали з Айтоса, ми пройшли через село Пирне, де є гаряче римське цілюще джерело.  Пирне   схожє на  чеський Тепліц. Ванні кімнати чудово обладнані, басейн має чудовий грецький білий мармур.  Ким ці ванни будувалися, сказати не можу.  Я не знайшов там напис, але казали, що є дехто, хто довів, що лазня була влаштована імператором Адріаном.  Він, ймовірно, щороку приїжджав з Едірне, щоб лікуватися влітку в Пирне, як  прусський король в Тепліц."
У північній частині  долини лінія розлому має кілька мінеральних джерел «Смердючий фонтан» в селі Шиварово і  в сільській місцевості Череша, Ябилчево і Сиєдиненіє. У районі села Сидієво є мінеральна вода, яка розливається  по пляшкам для пиття. Свердловина села Поляново дає геотермальну воду зі швидкістю 30 л/с і температурою 51 °C, яка вільно витікає без використання техніки.
Для виявлення мінеральних вод у Айтосі було зроблено кілька глибинних свердловин.  Вода з свердловини в селі  Тополица характеризується як гідрокарбонатно-натрієва з лужною реакцією,  а з с. Малка Поляна — сульфат-натрієва з лужною реакцією.
Свердловина у дворі млина живить міську лазню, млин і  підприємство "Кранобудування". Її потужність становить 6 л с і температура води до 44 °C.  Вода характеризується як термальна, гідрокарбонатно-сульфатно-натрієва з лужною реакцією.  Цілющі властивості води використовують при захворюваннях опорно-рухового апарату, шлунково-кишкових, печінково-ниркових і ниркових захворюваннях.

## Історія

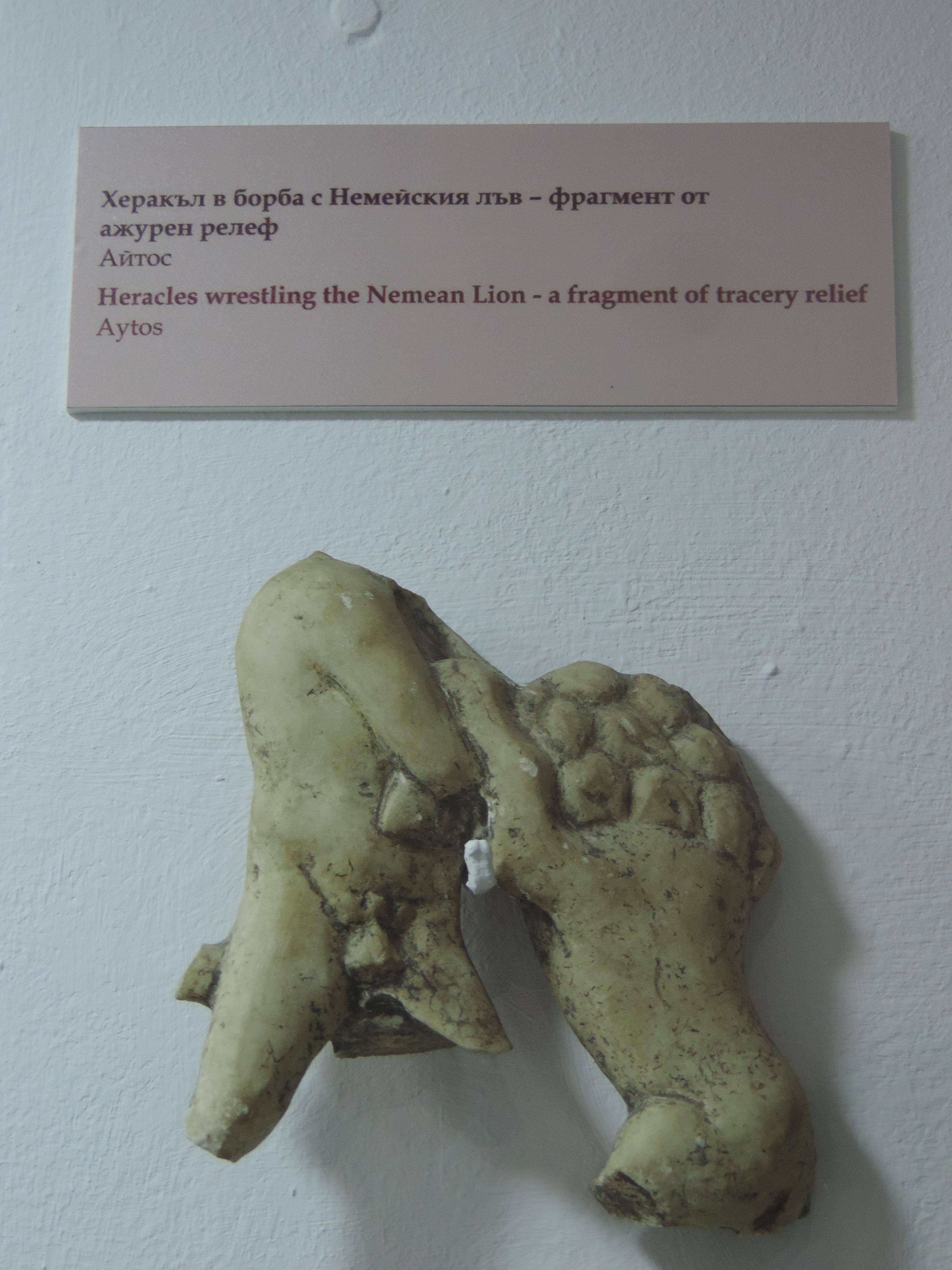
Геракл бореться з немейським левом. Виставлений в Бургаському археологічному музеї

Айтос — старе поселення, засноване фракійцями. Залишки навколо міста  нового кам'яного віку свідчать, що тут вже давно були поселення. Залишки трьох веж (північний захід від міста) знаходяться у середньовічній фортеці Аетос (грец. - Орел), зведеної між 650 і 750 рр., Звідки походить її нинішня назва. Про це зауважив візантійський літописець Никита Хоніат і в літописі французького лицаря Жоффре де Віллардуена. У 1206 р.  Аетос, як і багато інших міст Фракії, був зруйнований хрестоносцями на чолі з Генріхом Фландрським, братом Болдуіна I Фландрського. Як укріплене місто воно зросло після 1488 року. Пізніше, у 17 столітті, мандрівник Евлія Челебі позначив його як Ченгіс.
У 1798 році аяном Айтосу став Сейфулла Одаджиоглу, який в наступні роки активно працював з групами курджалі між містом і Чорним морем, а в 1803 році встановив контроль над Карнобатом.
У епоху Відродження місто було відоме як Орлово або Орловець. У той час це було значне поселення зі знаменитим ярмарком. Після Адріанопольського миру 1829 р. багато мешканців міста та навколишніх сіл переїхали до Бессарабії, але, тим не менш, під час звільнення (1878) воно налічувала 3000 мешканців. Продовжується щорічна 4-денна сільськогосподарська та реміснича виставка.  Відкрито першу в країні першу сільськогосподарську школу.  Протягом століть місто було відоме під кількома назвами:  Аетос, Астос, Ейдос, Аквілія та інші.
Згідно з давньою легендою, селище було засноване Аетосом  - студентом і послідовником Орфея.  Інша легенда пояснює, що Аетос означає "Орлине гніздо". Назва походить від часів, коли Болгарія потрапила під візантійське правління, та Айтос був одним з останніх "занепалих" міст, розташування якого дозволило добре себе захистити.
Чотири рази місто було зруйноване і переміщено на нове місце. Кам'яні стіни оточували місто, а золота статуя Аетоса з лірою Орфея була встановлена на площі. Підземні ходи з'єднували місто з храмом на Хисарському пагорбі, який був відмінним місцем для укриття міських жителів під час ворожих вторгнень. У 1366 р  під стінами фортеці Аетос програли битву хрестоносці графа Амадея VI Савойського, якого захопив герцог Мілано Антоніо Вісконті.
На початку Балканської війни 1912 року  сім осіб з Айтоса - добровольці в Македонсько-одринського корпусу. 

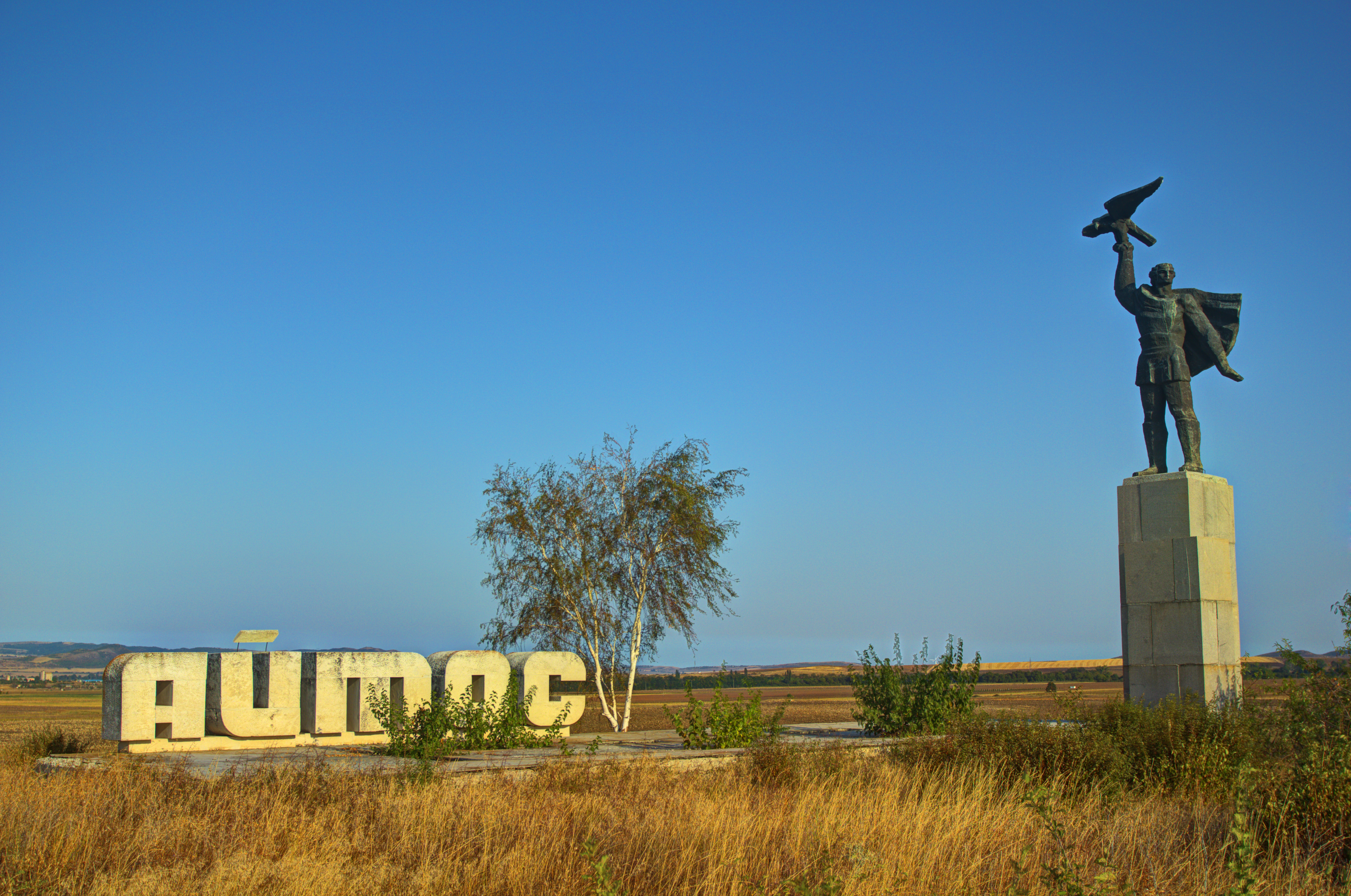
Статуя орла в Айтосі

Одна з багатьох історій про Айтос полягає в тому, що мисливець під час полювання потрапив на ведмедя. Але один орел підлетів і виклював очі ведмедю.  Поки мисливець лежав без свідомості, його група прийшла і вбила орла, тому що мислителі думали, що орел напав на їхнього товариша.  Коли він прийшов до тями, він побачив, що його друзі вбили орла і він розповів їм, що сталося.  Мисливець побудував пам'ятник, який гордо стоїть над містом.  Він не просто зробив це на честь орла, який його врятував, але наказав збудувати місто  "Орел".

## Населення
Через тривалі військові дії, що здійснювалися в цьому районі Візантії, а також внаслідок грабіжницького походу та вторгнення, кількість та склад населення Айтосу часто змінювалися. Наприкінці 13 століття візантійський командир Михайло Глава покарав колоністів  фортеці Устя,  Проват та Преслава.  Місто було покинуте в той час, а через сімдесят років знов було знищено латинянами.
Коли Айтос був захоплений турками, частина його населення була вбита знову.  Турки Малої Азії оселилися в місті.  Також не уникнуло навернення до муслімства  деяка кількість болгар.  Турецький квартал знаходився на схід від лазень, а болгарський   - коло церкви.
У середині XVI століття Айтос прийняв велику групу вірмен з Нахічевану, Шорти і Карби. На старому кладовищі міста було понад 200 надгробків з написами на вірменській мові.  Деякі з них були мармурові, інші   -  зі звичайного каменю.
Були й євреї в Айтосі.  Єврейський квартал знаходився в північній частині міста, де була побудована єврейська синагога.  Фонтан у цьому районі, на якому був спеціальний напис, вказував, що це«єврейський фонтан».  На старому кладовищі міста, у його південно-східній частині, знаходилися єврейські надгробки.
Під час Балканської війни в Айтосі була розміщена компактна маса біженців зі Східної Фракії.  У західній частині міста вони заснували новий біженський квартал  "Хисаря", і на східний  - "Странджа".
Наступна таблиця показує зміну населення після Другої світової війни (1946-2009):

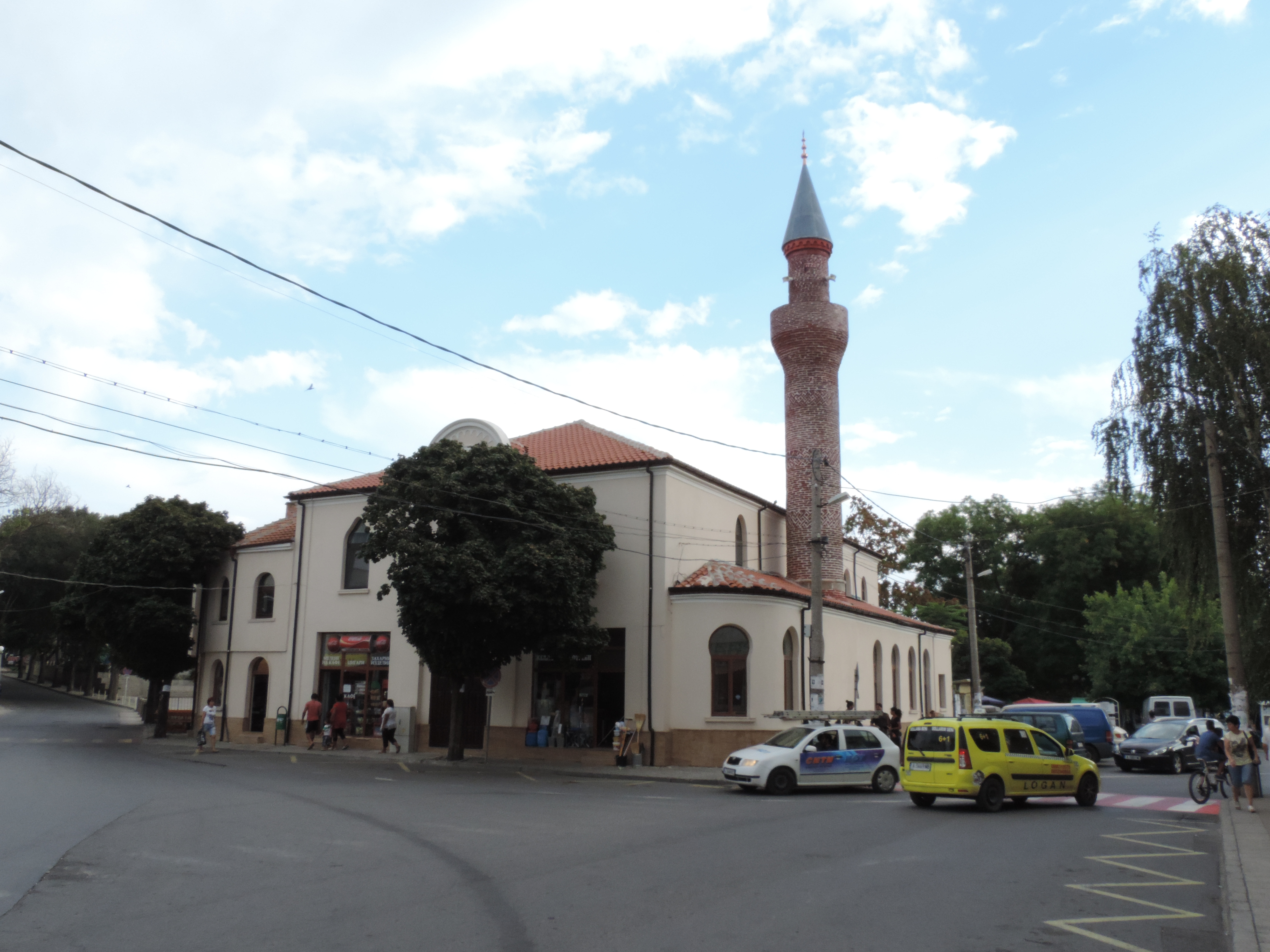
Мечеть в центрі міста

| Айтос                                                                                   | Айтос | Айтос  | Айтос  | Айтос  | Айтос  | Айтос  | Айтос  | Айтос  | Айтос  | Айтос  |
| --------------------------------------------------------------------------------------- | ----- | ------ | ------ | ------ | ------ | ------ | ------ | ------ | ------ | ------ |
| рік                                                                                     | 1946  | 1956   | 1965   | 1975   | 1985   | 1992   | 2001   | 2005   | 2007   | 2009   |
| населення                                                                               | 9 929 | 13 914 | 17 766 | 20 949 | 23 115 | 22 401 | 21 339 | 21 001 | 20 913 | 21 067 |
| Джерело: Національний інститут статистики , "Citypopulation.de" і "Pop-stat.mashke.org" |       |        |        |        |        |        |        |        |        |        |

### Релігії
Мешканці міста і муніципалітету в основному християни і мусульмани.  Є також представники Білого Братства.  Районний муфтій також знаходиться в Айтосі.  У місті є церква і мечеть.  Є також євангельська церква в Айтосі - "Майбутнє і надія" 

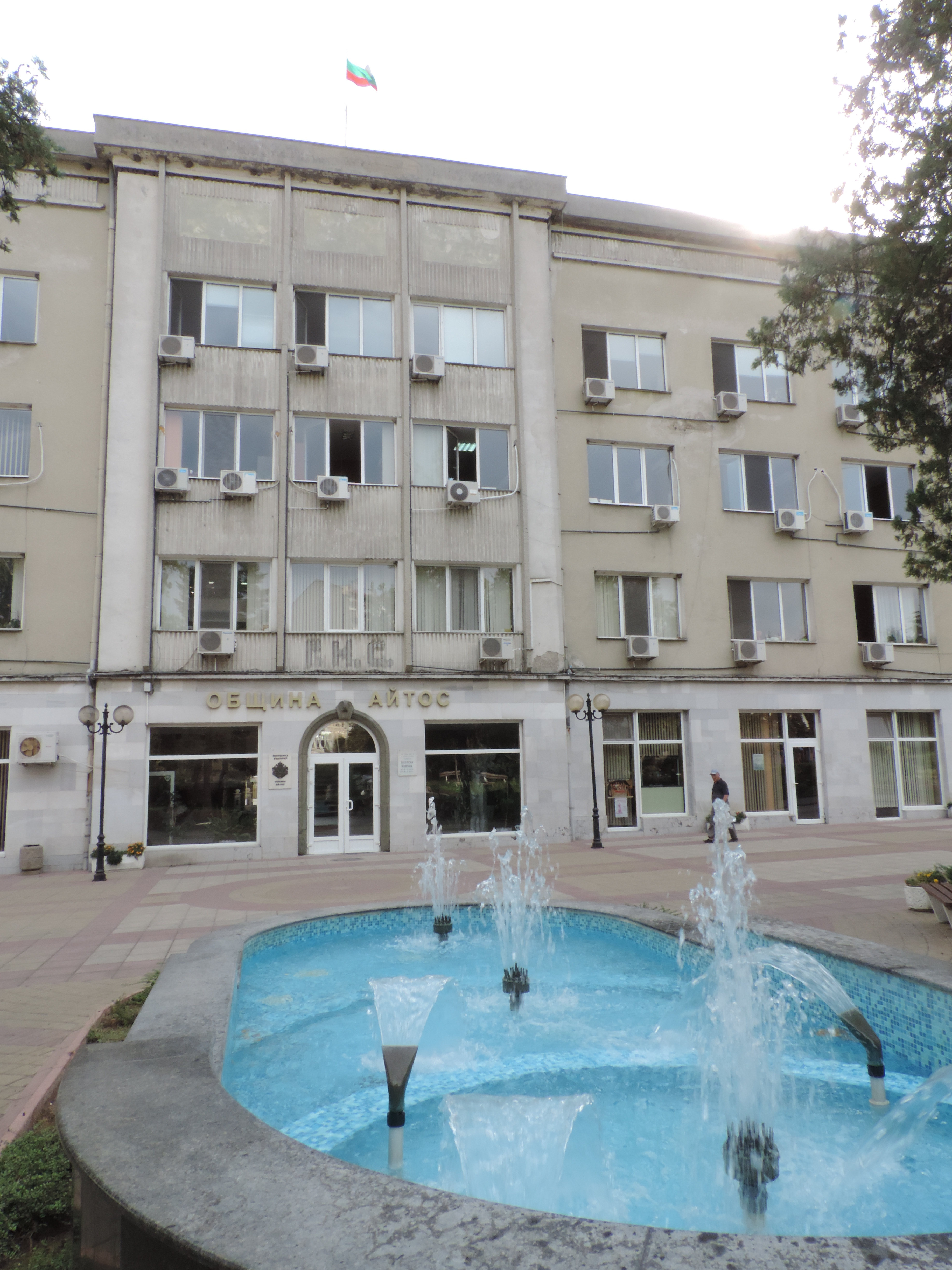
Будівля муніципалітету Айтос

## Політика
Мер м. Айтос від 7.11.2011  є Василь Єдрєв.

## Економіка
Провідне місце в міській економіці сьогодні займає сільське господарство.  Воно представлене сільськогосподарським кооперативом "Єдність" і приватними фермерами.   Також розроблені консервна промисловість, виноробство, млинарство, деревообробка та пошиття одягу.
У південно-східній частині міста утворилася промислова зона -   хлібозавод.
У Асфальтній базі біля міста знаходиться дробарка, де роблять асфальтову суміш і мармурову муку.  Будівельні компанії здійснюють будівництво житлових і комерційних приміщень.
Випускаються мускатна ракія та вино "Muscat O'tonel".
Місцева компанія виробляє газовані напої та мінеральну воду в пляшках.  Виробництво на млині також забезпечується однією компанією.
Сільське господарство траціційне в регіоні.  Родючі ґрунти та кліматичні умови сприяють вирощуванню різних культур, таких як пшениця, ячмінь, соняшник, кукурудза, люцерна.  Дуже добре розвинені в регіоні виноградарство та овочівництво.  Айтос є одним з регіонів країни з найбільш сприятливими природними і кліматичними умовами для вирощування вишні та абрикосів.  Виробництво тютюну також високо розвинене. Більша частина орних земель покрита ріллею кооперативу міста та приватної компанії. Тваринництво поділяється на вівчарство, свинарство і птахівництво.

## Визначні пам'ятки

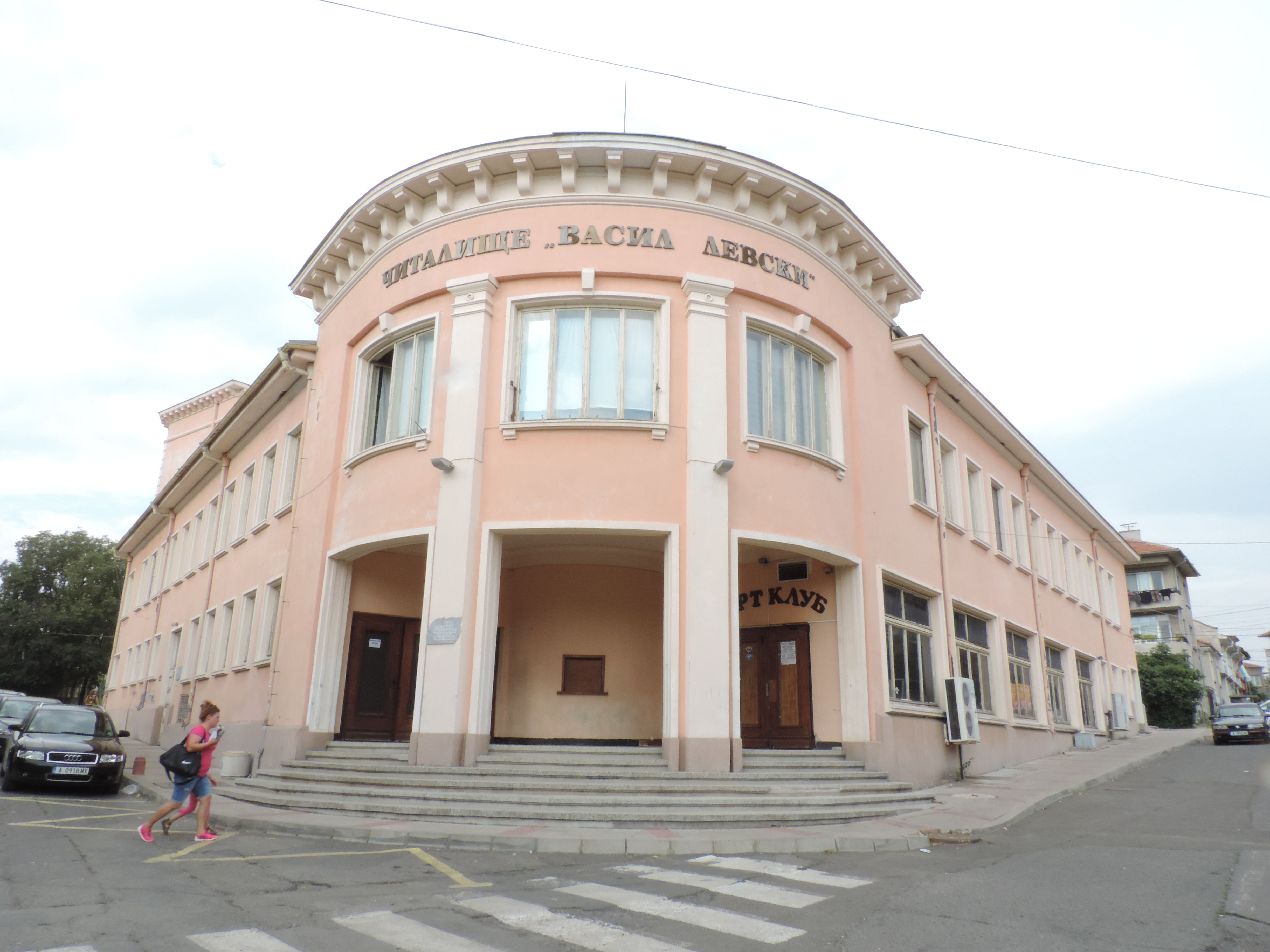
Громадський центр "Василь Левський"

У Айтосі можна відвідати унікальну музейну етнографічну колекцію: будинок-музей "Ченгелиєві"; будинок-музей "Петр Станев"; церкву "Св.  Димитар Солунський" з дорогоцінною іконографією.  У самому центрі міста розташований громадський центр "Василь Левський".
Мінеральні ванни Айтоса розташовані в східній частині міста. Температура води близько 41 °С, дебіт = 30 л/с, придатна для пиття.
В околицях Айтоса є цікаві пам'ятки, які варто відвідати та побачити.  Місто має цікаві культурні та природні пам'ятки.  На Айтоському Балкані розкинулись великі дубово-букові ліси.  На північ від міста знаходиться дивовижне скельне утворення з трьох скель - "три скам'янілих брата".  Протягом багатьох років місто створило гарний ландшафтний парк, що називається "Солов'їна Ріка", названий  завдяки прекрасним пісням солов`я в цих місцях.

### Три скам'янілих брата
На відстані одного кілометра на північ від міста, у місцевості "Казаните", є чудове утворення з трьох скель,  які нагадують трьох гігантів.  По цій дивній природній скульптурі поневолений народ створив легенду.  Він порівнював три гігантські скелі з трьома братами-борцями і захисниками пригноблених.  Повторюючись і збагачуючись від уст в уста, з покоління в покоління, легенда блискуче доводить ставлення болгарського народу до борців за свободу.
Героїчні битви привели цих трьох братів у ці місця.  Скелі, на яких вони стояли, зігнулися під їхніми важкими кроками, залишивши великі вм'ятини.  Тому місце, де знаходяться ці природні вм'ятини, називається Казанами.
Увечері три брати прийшли додому, щоб відпочити після важкої щоденної боротьби.  Щоб сховатися від своїх ворогів, вони перетворилися на три блакитні скелі.  Коли важкий бій закінчився, і вороги, нарешті, зазнали поразки, троє братів знову опинилися біля підніжжя скелястих гір для тривалого відпочинку.  Сьогодні вони, скам'янілі, поклали свої величезні тіла на землю, продовжують відпочивати до появи нових сил противника.

### Музеї
- Етнографічний комплекс "Генгер"
- Будинок-музей "Ченгелиєві"
- Будинок-музей "Петр Станев"

### Регулярні події
- Фольклорний фестиваль "Солов`їні ночи".

## Люди, пов'язані з Айтосом
- Володимир Ненов — режисер
- Крустю Недяльков — художник
- Ненко Токмакчиєв — художник
- Панайот Панайотов — поп-співак
- Сава Танев — скульптор
- Сільвія Костова — чемпіонка світу з акробатики
- Стефка Янчева — невролог
- Філіп Кутев — композитор
- Христо Танев — скульптор
- Іван Маразов — відомий болгарський історик, фраколог
- Стоян Дінєв — майстер акробатичного спорту
- Микола Денчев — митець
- Ваня Калудова (Івана) (* 1969) — попфолк співачка
- Янакі Кавраков (1945—2002) — художник

## Інші
У місті діє міжнародна група з акробатики. Третя на чемпіонаті світу в Коїмбрі (Португалія) в червні 2006 року, після команд Росії та Великої Британії.
Етнографічний комплекс "Генгер", названий на честь однойменної рослини [Архівовано 1 березня 2019 у Wayback Machine.], включений до переліку рідкісних, захищених і ендемічних рослин рідкісної категорії.

## Галерея

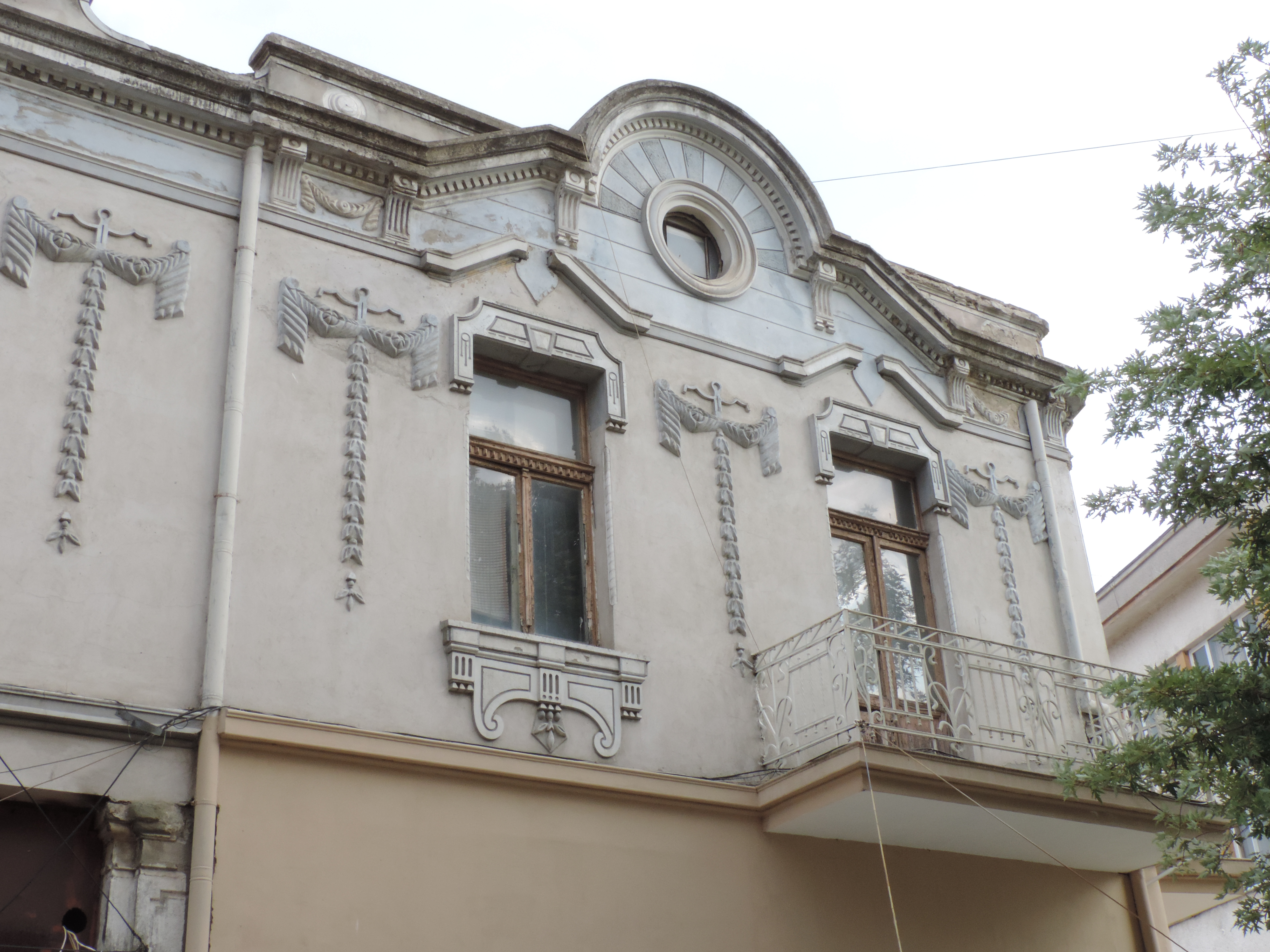
Старовинна архітектура в Айтосі
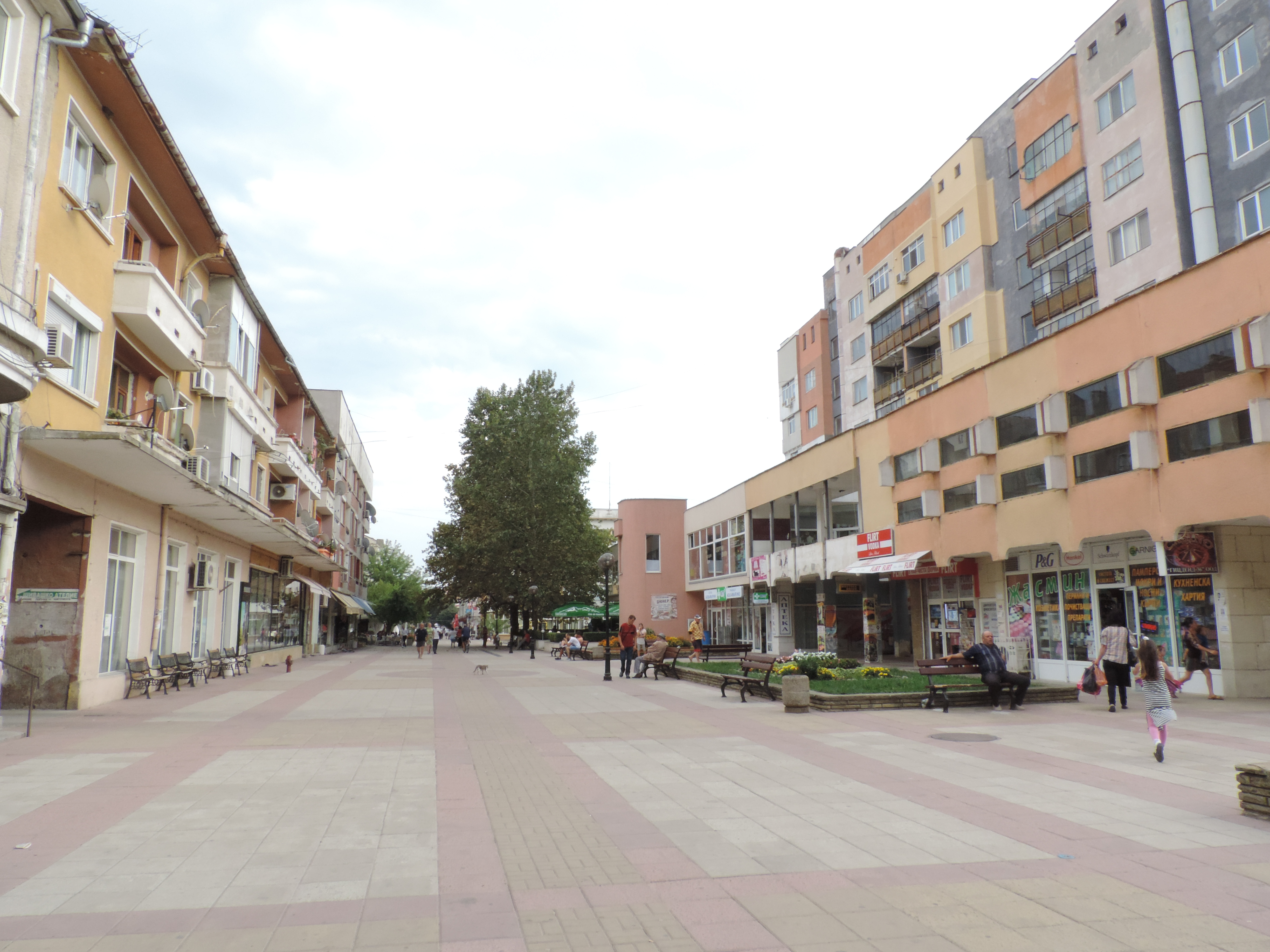
Пішохідна зона в центрі
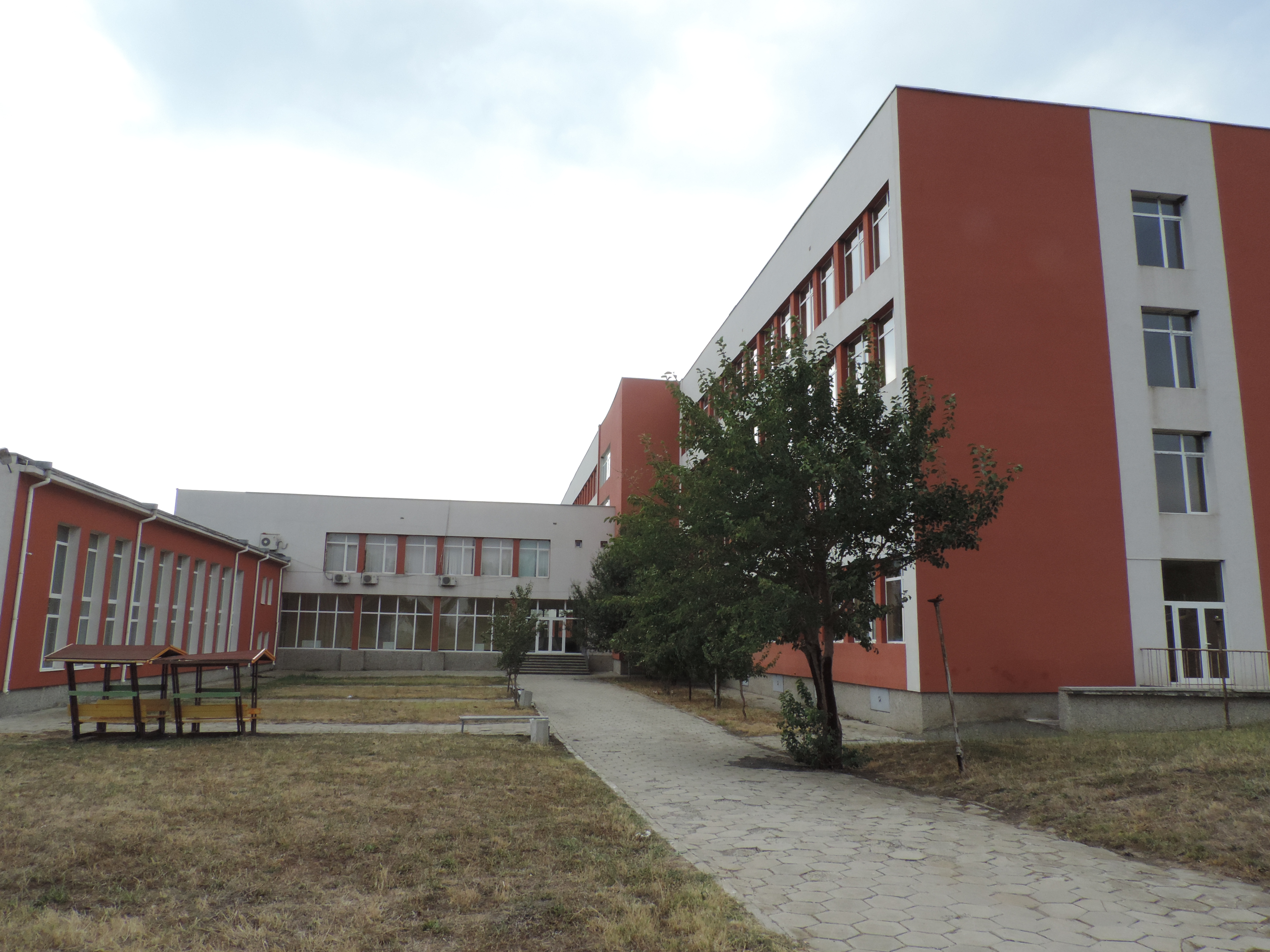
Школа "Нікола Вапцаров"
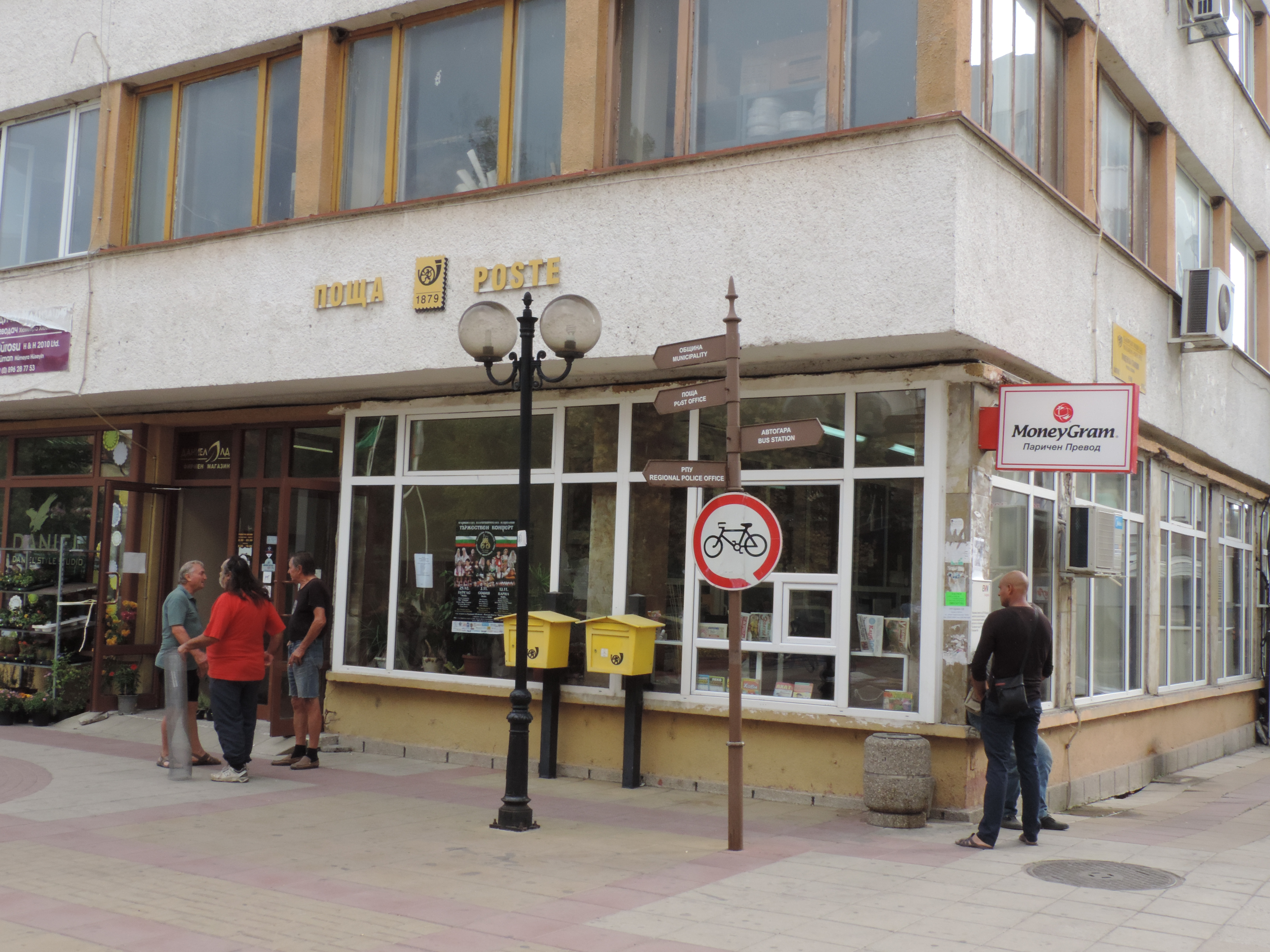
Поштове відділення в центрі міста

## Зовнішні посилання
- Офіційний сайт [Архівовано 11 березня 2022 у Wayback Machine.]
- храм "Св. [Архівовано 15 березня 2022 у Wayback Machine.] Димитріос Солунський Чудотворець в місті Айтос [Архівовано 15 березня 2022 у Wayback Machine.]
- Радіо та телебачення в Айтосі [Архівовано 24 березня 2009 у Wayback Machine.]